# Athlétisme à l'Universiade d'été de 1975
Navigation
Moscou 1973 Sofia 1977
Les épreuves d'athlétisme de l'Universiade d'été de 1975 se sont déroulées à Rome, en Italie. L'Universiade en elle-même a été annulée, et seules les épreuves d'athlétisme ont eu lieu. Il s'agit donc en pratique de championnats du monde universitaires d'athlétisme.

## Podiums

### Hommes
| 100 m | Pietro Mennea 10 s 28                                                                           | Charles Hopkins 10 s 47                                                           | Toma Petrescu 10 s 66                                                                                  |
| 200 m | Pietro Mennea 20 s 28                                                                           | Robert Martin 21 s 06                                                             | Thorsten Johansson 21 s 15                                                                             |
| 400 m | Jerzy Pietrzyk 46 s 26                                                                          | Roger Jenkins 46 s 55                                                             | Brian Saunders 46 s 83                                                                                 |
| 800 m | Waldemar Gondek 1 min 50 s 04                                                                   | Pavel Litovchenko 1 min 50 s 13                                                   | Sid-Ali Djouadi 1 min 50 s 19                                                                          |
| 1 500 m | Thomas Wessinghage 3 min 39 s 73                                                                | Steve Heidenreich 3 min 40 s 56                                                   | Gheorghe Ghipu 3 min 41 s 19                                                                           |
| 5 000 m | Franco Fava 13 min 37 s 56                                                                      | Ilie Floroiu 13 min 39 s 20                                                       | Julian Goater 13 min 42 s 02                                                                           |
| 10 000 m | Franco Fava 28 min 37 s 92                                                                      | Ilie Floroiu 28 min 52 s 49                                                       | Jim Brown 29 min 03 s 54                                                                               |
| 110 m haies | Charles Foster 13 s 83                                                                          | Eduard Pereverzev 13 s 94                                                         | Borisav Pisić 14 s 28                                                                                  |
| 400 m haies | Rolf Ziegler 50 s 43                                                                            | Jerzy Hewelt 50 s 85                                                              | Timo Ogunjobi 51 s 25                                                                                  |
| 3000 m steeple | Bronisław Malinowski 8 min 22 s 32                                                              | Michael Karst 8 min 28 s 22                                                       | Kazimierz Maranda 8 min 29 s 23                                                                        |
| 4 × 100 m | Union soviétique Nikolay Kolesnikov Juris Silovs Sergey Vladimirtsev Aleksandr Zhidkikh 39 s 80 | Canada Marvin Nash Albin Dukowski Robert Martin Brian Sanders 40 s 06             | Allemagne de l'Ouest Klaus-Dieter Bieler Klaus Ehl Reinhard Borchert Dieter Steinmann 40 s 20          |
| 4 × 400 m | Pologne Waldemar Szlendak Jerzy Hewelt Waldemar Gondek Jerzy Pietrzyk 3 min 09 s 13             | Yougoslavie Milorad Čikić Ivica Ivičak Milorad Savić Dragan Životić 3 min 09 s 71 | Union soviétique Aleksandr Nosenko Pavel Kozban Nikolay Yavtushenko Aleksandr Bratchikov 3 min 10 s 09 |
| Saut en hauteur | Enzo Del Forno 2,13 m                                                                           | István Major 2,13 m                                                               | Danial Temim 2,13 m                                                                                    |
| Saut à la perche | François Tracanelli 5,20 m                                                                      | Bruce Simpson 5,20 m                                                              | Renato Dionisi 5,10 m                                                                                  |
| Saut en longueur | Grzegorz Cybulski 8,27 m                                                                        | Nenad Stekić 8,13 m                                                               | Aleksey Pereverzev 7,90 m                                                                              |
| Triple saut | Michał Joachimowski 16,54 m                                                                     | Anatoli Piskouline 16,52 m                                                        | Sergey Sidorenko 16,42 m                                                                               |
| Lancer du poids | Bishop Dolegiewicz 19,45 m                                                                      | Anatoliy Yarosh 19,11 m                                                           | Valcho Stoev 18,90 m                                                                                   |
| Lancer du disque | Markku Tuokko 62,94 m                                                                           | Ferenc Tégla 58,10m                                                               | Igor Spasovkhodskiy 57,80 m                                                                            |
| Lancer du marteau | Aleksey Spiridonov 73,82 m                                                                      | Walter Schmidt 72,00 m                                                            | Youri Sedykh 71,32 m                                                                                   |
| Lancer du javelot | Gheorghe Megelea 81,30 m                                                                        | Bill Schmidt 80,20 m                                                              | Ivan Morgol 78,44 m                                                                                    |
| Décathlon | Sepp Zeilbauer 7 857 pts                                                                        | Philippe Bobin 7 568 pts                                                          | Winfried Hartweck 7 382 pts                                                                            |
| Records et Performances - AR : Record continental (area record) - CR : Record des championnats (championship record) - MR : Record du meeting (meet record) - NR : Record national (national record) - OR : Record olympique (olympic record) - PR : Record paralympique (paralympic record) - PB : Record personnel (personal best) - SB : Meilleure performance personnelle de la saison (season's best) - WL : Meilleure performance mondiale de l'année (world leader) - WJR : Record du monde junior (world junior record) - WR : Record du monde (world record) Circonstances et Conditions - DNF : N'a pas terminé (did not finish) - DNS : N'a pas pris le départ (did not start) - DQ : Disqualification (disqualification) - NM : Aucun essai valable enregistré (No Mark) - Q : Qualifié « directement » au prochain tour (ou à la prochaine compétition), lors d'une compétition majeure, grâce au classement ou à la réalisation des minima (automatic qualifier) - q : Qualifié au prochain tour (ou à la prochaine compétition), lors d'une compétition majeure, grâce au repêchage ou à la réalisation de l'une des meilleures performances parmi celles des « non qualifiés directement » (grâce au meilleur temps ou à la meilleure distance par exemple) (secondary qualifier) |                                                                                                 |                                                                                   | |

### Femmes
| 100 m | Lyudmila Maslakova 11 s 31                                                                  | Mona-Lisa Pursiainen 11 s 47                                                   | Patty Loverock 11 s 57                                                           |
| 200 m | Pirjo Häggman 23 s 38                                                                       | Mona-Lisa Pursiainen 23 s 61                                                   | Jelica Pavličić 23 s 78                                                          |
| 400 m | Pirjo Häggman 51 s 80                                                                       | Inta Kļimoviča 52 s 25                                                         | Jelica Pavličić 52 s 50                                                          |
| 800 m | Nina Morgunova 2 min 01 s 94                                                                | Jozefína Čerchlanová 2 min 02 s 45                                             | Nikolina Shtereva 2 min 02 s 74                                                  |
| 1 500 m | Ellen Wellmann 4 min 08 s 72                                                                | Natalia Andrei 4 min 08 s 84                                                   | Rositsa Pekhlivanova 4 min 10 s 17                                               |
| 3 000 m | Natalia Andrei 8 min 54 s 09                                                                | Thelma Wright 8 min 54 s 94                                                    | Svetlana Ulmasova 8 min 55 s 88                                                  |
| 100 m haies | Grażyna Rabsztyn 13 s 14                                                                    | Bożena Nowakowska 13 s 34                                                      | Tatyana Anisimova 13 s 64                                                        |
| 4 × 100 m | Union soviétique Inta Kļimoviča Tatyana Anisimova Marina Sidorova Lyudmila Zharkova 44 s 77 | Pologne Ewa Długołęcka Aniela Szubert Barbara Bakulin Grażyna Rabsztyn 44 s 87 | France Cécile Cachera Danielle Camus Jacqueline Curtet Rose-Aimée Bacoul 45 s 88 |
| Saut en hauteur | Galina Filatova 1,88 m                                                                      | Sara Simeoni 1,88 m                                                            | Alla Fedorchuk 1,86 m                                                            |
| Saut en longueur | Jarmila Nygrýnová 6,48 m                                                                    | Dorina Catineanu 6,34 m                                                        | Alina Gheorghiu 6,32 m                                                           |
| Lancer du poids | Elena Stoyanova 18,99 m                                                                     | Mihaela Loghin 18,21 m                                                         | Rima Makauskaité 18,06 m                                                         |
| Lancer du disque | Maria Vergova 65,28 m                                                                       | Argentina Menis 64,28 m                                                        | Radostina Bakhchevanova 56,96 m                                                  |
| Lancer du javelot | Nadezhda Yakubovich 61,72 m                                                                 | Kate Schmidt 60,36 m                                                           | Éva Zörgő 59,50 m                                                                |
| Pentathlon | Jane Frederick 4 442 pts                                                                    | Djurdja Focic 4 423 pts                                                        | Olga Rukavishnikova 4 313 pts                                                    |
| Records et Performances - AR : Record continental (area record) - CR : Record des championnats (championship record) - MR : Record du meeting (meet record) - NR : Record national (national record) - OR : Record olympique (olympic record) - PR : Record paralympique (paralympic record) - PB : Record personnel (personal best) - SB : Meilleure performance personnelle de la saison (season's best) - WL : Meilleure performance mondiale de l'année (world leader) - WJR : Record du monde junior (world junior record) - WR : Record du monde (world record) Circonstances et Conditions - DNF : N'a pas terminé (did not finish) - DNS : N'a pas pris le départ (did not start) - DQ : Disqualification (disqualification) - NM : Aucun essai valable enregistré (No Mark) - Q : Qualifié « directement » au prochain tour (ou à la prochaine compétition), lors d'une compétition majeure, grâce au classement ou à la réalisation des minima (automatic qualifier) - q : Qualifié au prochain tour (ou à la prochaine compétition), lors d'une compétition majeure, grâce au repêchage ou à la réalisation de l'une des meilleures performances parmi celles des « non qualifiés directement » (grâce au meilleur temps ou à la meilleure distance par exemple) (secondary qualifier) |                                                                                             |                                                                                |                                                                                  |

## Tableau des médailles
| Rang  | Nation               | Or | Argent | Bronze | Total |
| ----- | -------------------- | -- | ------ | ------ | ----- |
| 1     | Union soviétique     | 7  | 5      | 11     | 23    |
| 2     | Pologne              | 7  | 3      | 1      | 11    |
| 3     | Italie               | 5  | 1      | 1      | 7     |
| 4     | Allemagne de l'Ouest | 3  | 2      | 2      | 7     |
| 5     | Finlande             | 3  | 2      | 0      | 5     |
| 6     | Roumanie             | 2  | 6      | 4      | 12    |
| 7     | États-Unis           | 2  | 4      | 0      | 6     |
| 8     | Bulgarie             | 2  | 0      | 4      | 6     |
| 9     | Canada               | 1  | 4      | 2      | 7     |
| 10    | France               | 1  | 1      | 1      | 3     |
| 11    | Tchécoslovaquie      | 1  | 1      | 0      | 2     |
| 12    | Autriche             | 1  | 0      | 0      | 1     |
| 13    | Yougoslavie          | 0  | 3      | 4      | 7     |
| 14    | Hongrie              | 0  | 2      | 0      | 2     |
| 15    | Royaume-Uni          | 0  | 1      | 2      | 3     |
| 16    | Algérie              | 0  | 0      | 1      | 1     |
| 16    | Nigeria              | 0  | 0      | 1      | 1     |
| 16    | Suède                | 0  | 0      | 1      | 1     |
| Total | Total                | 35 | 35     | 35     | 105   |